# Ugo Castagnotto
Ugo Castagnotto (Monforte d'Alba, 15 maggio 1941) è un semiologo e ricercatore italiano.
È professore di Teoria pubblicitaria nella Facoltà di Sociologia dell'Università di Urbino. Ha iniziato l'attività di ricerca a Torino, dove tuttora vive, ha svolto per anni la professione di pubblicitario presso lo Studio Armando Testa e l'Iveco. È stato fra i primi studiosi italiani, a partire dagli anni sessanta, ad analizzare i linguaggi dei mass media.
Allievo di Charles Morris, ha insegnato all'Università della Florida nel 1967, alla University of Toronto, al Queens College of the City University of New York, alla Università di Uppsala.
Collabora a numerose riviste fra cui DATA, Casa Vogue, Auto e Design, La vie des Arts. È stato columnist di Repubblica. Tiene spesso conferenze e seminari presso facoltà universitarie.
Saggista e divulgatore, ha spesso affiancato alla produzione di stampo prettamente accademico testi scanzonati di successo, che lo hanno reso noto al pubblico non specialistico.

## Pubblicazioni
- Sull'uso della metafora nella pubblicità commerciale, "Archivio Glottologico Italiano" LXVII, 1967, Firenze, Le Monnier.
- Semantica della pubblicità. Milano, Silva Editore, 1970.
- La metafora nel linguaggio della moda. "Archivio Glottologico Italiano" LXX, 1970, Firenze, Le Monnier.
- Il lessico della comunicazione visiva. Torino, Gruppo Editoriale Forma, 1983.
- Fiat 500 (genio di un'epoca), con Anna Maria Quarona. Lindau, 1992. ISBN 8871800397.
- Cultura dei consumi. Qualità del prodotto utilitario in "Quaderni del Centro Studi Calamandrei", 1997
- Come ci adesca la pubblicità, Rosenberg & Sellier, 2000. ISBN 8870118061.
- Nove settimane e mezza e Torino. Torino, Marco Valerio, 2005. ISBN 8875470162.